# Terenura
Terenura és un gènere d'ocells de la família dels tamnofílids (Thamnophilidae). Agrupa dues espècies natives d'Amèrica del Sud, on es distribueixen per la Mata Atlàntica de l'est i sud-est del Brasil, est del Paraguai i nord-est d'Argentina.
Els ocells d'aquest gènere són petits, mesuren al voltant de 10 cm de longitud i habiten al dosser o al subdosser de selves humides de baixa altitud.

## Taxonomia
El gènere va ser erigit pels ornitòlegs alemanys Jean Cabanis i Ferdinand Heine l'any 1860 amb l'espècie tipus del formigueret cap-ratllat. El nom del gènere prové de les paraules del grec antic «terēn» per “suau” i «oura» per “cua”.
El gènere antigament incloïa quatre espècies més però recentment aquestes es van traslladar al gènere Euchrepomis erigit segons els resultats delsun estudi genètic publicat el 2012.
Els treballs de Brumfield et al. (2007) i Moyle et al. (2009) ja indicaven que el gènere Terenura (com llavors era definit) estava agermanat amb tota la resta de la família Thamnophilidae, o sigui, era basal a la família. Els estudis de filogènia molecular de Bravo et al. (2012) van comprovar que Terenura era polifilètic i que les quatre espècies andinoamazoniques (Terenura callinota, T. humeralis, T. sharpei i T. spodioptila) no estaven ni properament emparentades amb l'espècie tipus del gènere, T. maculata. Més enllà, van demostrar que aquestes quatre espècies no estaven particularment relacionades amb cap altre tamnofílid i que representaven un clade agermanat amb tots els altres membres de la família.
«»Com que no hi havia cap altre nom de gènere disponible per a aquest llinatge prèviament no detectat dins de la família, els autors van descriure el gènere Euchrepomis per albergar les quatre espècies i la subfamília Euchrepomidinae exclusiva per al gènere. El rellevant canvi taxonòmic va ser aprovat en la Proposta N° 557 al Comité de Clasificació Sud-americà.
Segons la Classificació del Congrés Ornitològic Internacional (versió 14.2, 2024) aquest gènere està format per 2 espècies:
- formigueret de Sick - (Terenura sicki).
- formigueret cap-ratllat - (Terenura maculata).